# Asiosilis polingensis
Asiosilis polingensis es una especie de coleóptero de la familia Cantharidae.

## Distribución geográfica
Habita en Malasia.